# Nikola Maslovara
Nikola Maslovara Masli (cyrillique serbe : Никола Масловара Масли; Odžaci, né le 22 décembre 1946) est un dessinateur serbe, caricaturiste, scénariste, créateur de films d'animation, rédacteur, éditeur et enseignant d'art. 
Ce créateur a fait ses débuts dans L'âge d'argent de la bande dessinée serbe en 1971. Ses personnages principaux sont : Marko Kraljević, Les Fioux (Fijuksi), Tupavzan, Détective Lakonogić (Detektiv Lakonogić), Homoquovadis.
Il travaille également sur les bandes dessinées internationales sous licence telles que Blek le Roc (Veliki Blek), La Panthère Rose (Pink Panter), Les Muppet Babies (Mapet bebe), Félix le Chat (Mačak Feliks), Tom et Jerry (Tom i Džeri), Mickey Mouse (Miki Maus) etc.

## Biographie
Nikola Maslovara Masli termine l'école primaire et le lycée à Odžaci, sa ville natale. Il déménage à Novi Sad en 1967, où il obtient un diplôme de l'école Supérieure de Pédagogique — la direction artistique.
En tant qu'étudiant, il dessine des gags. Il publie ses dessins à partir de 1969 dans les journaux de Novi Sad: Le monde heureux (Veseli svet), Index (Indeks), Journal (Dnevnik) etc. Sa première bande dessinée est publiée en 1971 dans le magazine Kuriri de l'éditeur « Journal des enfants » (Dečje novine), Gornji Milanovac. Au cours des années 1970, il fait de l'animation et il dessine des gags et des bandes dessinées réalistes. Après avoir publié la bande dessinée Marko Kraljević à Politikin Zabavnik en 1976, il se consacre entièrement à la bande dessinée humoristique. Depuis 1979, il vit à Gornji Milanovac, où il travaille pour la maison d'édition « Journal des enfants ».
En 1979 avec Milan Bukovac et Vojislav Ratković, il fonde le groupe FONS. En 1988, il devient membre du groupe d'auteurs créé par Slaviša Ćirović, Brana Nikolić et Zdravko Zupan, avec qui il travaille sur la série nationale « Yupi stars ».
Pendant les années 1980, il est très productif en tant que scénariste et écrivain. Il crée une série de héros – Tupavzan (Tupavzan), Les Fioux (Fijuksi), Homoquovadis (Homoquovadis), Debli Krkojet, Détective Lakonogić (detektiv Lakonogić), Barba Plima, Ungl Gungl, Zlatko, La Blonde (Plavuša), Le Carré (Kvadratko), Darko, Bole et Jore (Bole i Đole)... 
Il travaille aussi sur la bande dessinée sous licence de droit d'auteur comme Blek le Roc, la Panthère rose, Les Muppet Babies, Félix le Chat, Tom et Jerry, Mickey Mouse etc. 
Il dessine surtout selon ses propres scénarios, mais aussi selon les histoires d'autres scénaristes tels que Miodrag Milanović (Barba Plima, 1981-1982), Lazar Odanović (Tom et Jerry, 1985-1986) et Brana Nikolić (Yupi Stars, 1988). 
Il écrit des scénarios pour les bandes dessinées de Desimir Žižović Buin (Mirko et Slavko, un épisode, 1984), Miodrag Žarić (une série Šušumige, 1985-1986), Milan Bukovac (Trapavzan, 1980) et Zdravko Zupan (Le Mickey et Baš-Čelik, 1999, Zuzuko, 2004, ainsi que Giga et Goga, 2004).
Il publie ses bandes dessinées dans des magazines serbes et yougoslaves tels que Politikin Zabavnik, YU strip, Biser strip, Strip zabavnik, Gigant, Eks almanah, Male novine, Kekec, Dečje novine, Dečji odmor, Cepelin, Finesa, Veliki Odmor, Munja strip etc, mais aussi dans les magazines suédois, finlandais, britanniques, italiens etc.
Après l'effondrement de Journal des enfants en 1999, il crée avec ses collègues Milorad Stevanović et Milovan Petković la maison d'édition « Den Art » et il publie des revues pour enfants comme Grand repos (Veliki Odmor) et Zvrk (Zvrk).
Détective Lakonogić est publié en 2013 par la maison d'édition « Rosenkrantz ».
Ses expositions individuelles ont lieu à Odžaci en 1971, à Karlovac en 1973, à Novi Sad en 1974, à Gornji Milanovac en 1996 et à Kruševac en 2011. Ses dessins sont exposés lors d'expositions collectives internationales: Athènes, Zoug, Montréal, Skopje, Sofia, Istanbul, Ljubljana, Berlin, Belgrade, Knokke-Heist, Novi Sad, Kruševac... 
Il remporte en tant qu'auteur le premier prix pour le meilleur gag « Icare » (à Zemun, en 1973), le troisième prix du journal comique Kepes Ifjúság (à Novi Sad, en 1978), le premier prix du journal Borba (à Belgrade, en 1979), le troisième prix pour la bande dessinée à La Roque-d'Anthéron (en France, en 1979), le premier prix du concours de dessins de jazz (à Belgrade, en 1999), le premier prix du Centre culturel de Gornji Milanovac (en 1999), le premier prix pour le gag dans le festival « Casque d'or » (Zlatna kaciga, à Kruševac, en 2010) etc.
À partir de 2002, il enseigne l'art à l'école élémentaire « Desanka Maksimović » à Gornji Milanovac, jusqu'en 2011, lorsqu'il prend sa retraite. Depuis 2007, il dirige la Petite école d'Animation à Kraljevo, qui remporte deux prix au festival de l'humour enfantin à Lazarevac en 2007 et en 2008.
Il est marié avec Mira et il est père de deux enfants, Milan et Nada. Il est membre fondateur de l'Association des artistes serbes de bande dessinée.

## Réception critique
Détective Lakonogić (1986-1997) 
- « Masli est un auteur complet, scénariste et écrivain de Détective Lakonogić. Son sens de l'humour indubitable est à l'avant-plan de son scénario. Son dessin est très reconnaissable. Il est maître du gag qui réussit à créer l'ensemble dans un cadre plein d'humour, de sorte que le texte dans la bulle n'est pas là pour expliquer la scène, mais il est là pour marquer encore plus le gag, ce qui est très lié avec le mode de travail d'un caricaturiste » — Borisav Čeliković[14]
- « Dans une telle mise en scène les complications concrètes caractérisées par la subversion de Masli prennent la place - les méchants apparaissent le plus souvent et les gentils tombent du ciel pour gâcher leurs plans. Ainsi, bien que la justice gagne toujours, le centre de gravité est déplacé vers le côté inattendu. L'auteur donne des rôles principaux même aux personnages latéraux en ouvrant de nouvelles directions pour un développement potentiel de la série. Le dessin de Masli - ainsi que tout le concept de cette série - est sur la trace de la bande dessinée franco-belge qui, grâce à la répétition humoristique, peut, être, destinée aux jeunes lecteurs ainsi qu'aux adultes. » – Ilija Bakić[15]

Mickey Mouse et Baš Čelik (Miki i Baš Čelik, 1999)
- « Le scénario de Masli est plein d'esprit et de langage clair, où les motifs extraordinaires des contes populaires sont fusionnés avec la psychologie de Disney. Le dessin de Zupan est élégant, fait selon les règles classiques d'école de Disney, avec une note personnelle bien mesurée. « Le Mickey et Baš-Čelik » est la meilleure Disneyana yougoslave autochtone à ce jour, un exemple de divertissement noble et intemporel. » – Zoran Stefanović[16]